# Sune Nyström
Ernst Petrus Sune Nyström, född 1 december 1919 i Dalby församling, Värmlands län, död 29 april 1999 i Täby församling, Stockholms län, var en svensk militär.
Nyström tog studentexamen i Uppsala 1939 och blev officer vid Stockholms luftvärnsregemente 1942.  Åren 1945–1947 var han först elev och sedan repetitör vid Luftvärnsofficersskolan, varpå han 1947–1949 studerade vid Krigshögskolan. Efter fyra års trupptjänst befordrades han 1953 till kapten och tjänstgjorde vid Personalavdelningen i Arméstaben 1953–1955 samt var detaljchef vid Utrikesavdelningen i Försvarsstaben 1955–1958. Han tjänstgjorde vid Skånska luftvärnskåren 1958–1960. Åren 1959–1979 tjänstgjorde han vid Arméstaben: som detaljchef i Utbildnings- och taktikavdelningen 1959–1962, som chef för Underrättelseavdelningen 1962–1965 och som chef för Arméstabens bibliotek 1965–1979. Han befordrades till major 1960 och till överstelöjtnant 1971.
Nyström var en mycket flitig skribent, bland annat i Officerstidningen, Arménytt, Officersförbundsbladet och Kungl. Krigsvetenskapsakademiens handlingar och tidskrift. Under 1960-talet medverkade han som expert i 1954 års värnpliktsavlöningsutredning.
Sune Nyström invaldes 1967 som ledamot av Kungliga Krigsvetenskapsakademien. Han är gravsatt i minneslunden på Täby norra begravningsplats.